# Ange-Toussaint Federici
Pour les articles homonymes, voir Federici.
Ange-Toussaint Federici, surnommé « Santu », le « berger braqueur de Venzolasca » par la presse ou « ATF », est une figure du grand banditisme français, du crime organisé corse et du milieu marseillais.
Chef présumé de la Bande des bergers de Venzolasca, il est arrêté en janvier 2007 dans l'enquête portant sur l'affaire de la « tuerie des Marronniers ». Soupçonné d'être le commanditaire du meurtre de trois membres du milieu marseillais, dont le caïd Farid Berrahma, survenu le 4 avril 2006, il est condamné en 2012 à trente ans de réclusion pour le triple assassinat.